# Michiel Holtackers
Michiel Pieter Maria Holtackers (Arnhem, 19 oktober 1956) is een Nederlandse politicus van het Christen-Democratisch Appèl (CDA). Van 30 juni 2011 tot 20 september 2012 was hij lid van de Tweede Kamer. Hij verving tussentijds Gerda Verburg. Als Kamerlid hield hij zich bezig met defensie en economische zaken.

## Loopbaan
Holtackers is sinds 1976 werkzaam bij de politie en momenteel is hij hoofd van de afdeling internationaal politieonderwijs van de Nederlandse Politieacademie. Verder was hij negen jaar voorzitter van de vakbond van middelbaar en hoger politiepersoneel.
Bij de Europese Parlementsverkiezingen van 2009 stond Holtackers op de achtste plek voor een zetel; hij werd niet verkozen.
Bij de verkiezingen van 2010 stond Holtackers op plek 33 en kreeg hij 291 stemmen. Hij werd niet gekozen, maar in juni 2011 kwam hij alsnog in de Tweede Kamer nadat Gerda Verburg permanent vertegenwoordiger van Nederland bij de Wereldvoedselorganisatie FAO werd.
Op 26 juli 2011 pleitte Holtackers in de Kamer voor regionalisering van de weersvoorspelling van het KNMI. Hierover stelde vragen aan staatssecretaris Joop Atsma. Op 27 oktober 2011 hield Holtackers zijn maidenspeech over de Veteranenwet.